# السمیکه هیلن
السمیکه هیلن (انگلیسی: Elsemieke Hillen؛ زادهٔ ۳۰ سپتامبر ۱۹۵۹) بازیکن هاکی روی چمن اهل هلند بود.
وی در مسابقات کشوری و بین‌المللی در مجموع برندهٔ ۵ مدال طلا، ۱ مدال نقره شده‌است.